# Follow-up
Il termine inglese follow-up (termine inglese per "osservazione", "controllo", "monitoraggio") indica una fase di controllo continuo o periodico e programmato (a seguito di un'azione o intervento); è utilizzato in particolare in campo sanitario, dove può essere tradotto con catamnesi.
In medicina lo scopo è di diagnosticare, prima della comparsa di sintomi, una ripresa della malattia, una nuova patologia collegata alla precedente o un effetto dannoso legato al trattamento (per quanto riguarda specificamente il follow-up in oncologia, vedere la voce "monitoraggio oncologico").